# 蒙托邦德吕雄
蒙托邦德吕雄（法語：Montauban-de-Luchon，法語發音：[mɔ̃tobɑ̃ də lyʃɔ̃]）是法国上加龙省的一个市镇，属于圣戈当区。

## 地理
蒙托邦德吕雄（42°47'33"N, 0°36'35"E）面积6.02 平方千米，位于法国奧克西塔尼大區上加龙省，该省份为法国西南部内陆省份，西南端与西班牙接壤，自此顺时针与上比利牛斯省、热尔省、塔恩-加龙省、塔恩省、奥德省和阿列日省接壤。
与蒙托邦德吕雄接壤的市镇（或旧市镇、城区）包括：瑞泽德吕雄、巴涅尔德吕雄、圣马梅。

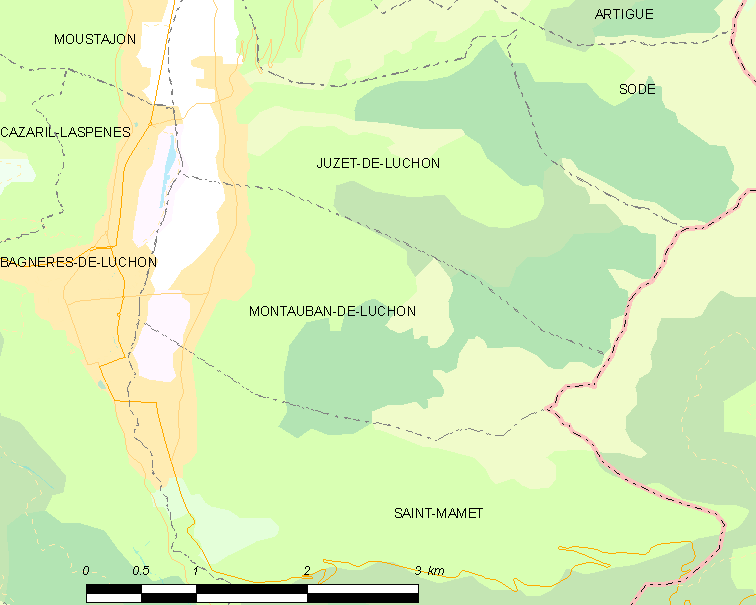
蒙托邦德吕雄的OSM定位图

蒙托邦德吕雄的时区为UTC+01:00、UTC+02:00（夏令时）。

## 行政
蒙托邦德吕雄的邮政编码为31110，INSEE市镇编码为31360。

## 政治
蒙托邦德吕雄所属的省级选区为巴涅尔德吕雄县。

## 人口

1962-2008年间蒙托邦德吕雄人口变化图示

蒙托邦德吕雄于2022年1月1日时的人口数量为506人。